# Çankırı (provins)

Karta över Turkiet med Çankırı markerat.

Çankırı är en provins i den centrala delen av Turkiet. Den har totalt 270 355 invånare (2000) och en areal på 8 411 km². Provinshuvudstad är Çankırı.